# Regolamento Legno
Il regolamento Legno, ufficialmente regolamento (UE) n. 995/2010, è un regolamento dell'Unione europea del 20 ottobre 2010, volto a contrastare il commercio all'interno dell'UE di legname raccolto illegalmente e dei prodotti da esso derivati.
Esso vieta la commercializzazione di legname raccolto illegalmente e dei prodotti da esso derivati nell'Unione europea e stabilisce gli obblighi degli operatori. Il regolamento si applica in tutti gli Stati membri a partire dal 3 marzo 2013.

## Regolamento dell'Unione europea
| Regolamento del Parlamento europeo e del Consiglio che stabilisce gli obblighi degli operatori che commercializzano legno e prodotti da esso derivati Elaborato da Parlamento europe o e Consiglio Redatto ai sensi di Articolo 192(1) Riferimento della Gazzetta L 295, 12.11.2010, pag. 23–34     |
| Cronologia |
| Elaborato il: 20 ottobre 2010 Applicato da: 3 marzo 2013 |
| Testi preliminari |
| Opinione del Comitato economico e sociale: GU C 2009/318 P 88 Posizione del Parlamento europeo: GU C 2009/184E P 145 Posizione del Parlamento europeo: Fornita il 07/07/2010 Proposta della Commissione: Com 2008/0644 Finale Procedura di codecisione Posizione del Consiglio; GU C 2010/114E P 17 |
| Altra legislazione |
| Modifica: 52008PC0644 |

### Contesto
I tagli illegali, ovvero la raccolta del legname con modalità che violano le leggi o i regolamenti nel paese di raccolta, hanno gravi conseguenze economiche, ambientali e sociali su alcune delle foreste più importanti del pianeta e sulle comunità che dipendono da esse. Comportano la perdita di proventi, compromettono gli sforzi degli operatori legittimi e sono associati alla deforestazione, alla perdita di biodiversità e all'emissione di gas serra, nonché a conflitti per il controllo di territori e risorse e alla perdita di potere da parte delle comunità indigene.
L'UE è un importante mercato di esportazione per paesi i cui livelli di illegalità e scarsa governance nel settore forestale sono allarmanti. Consentendo la commercializzazione nell'UE di legname e prodotti del legno potenzialmente derivanti da fonti illegali, gli Stati membri finanziano essenzialmente la pratica dei tagli illegali.
Per affrontare questo problema, nel 2003 l'UE ha sviluppato il portale FLEGT (Forest Law Enforcement, Governance and Trade) Action Plan che comprende una serie di provvedimenti per prevenire l'immissione in commercio di legname illegale, migliorare la fornitura e incrementare la domanda di prodotti di legno legale. L'EUTR e gli Accordi volontari di partenariato (accordi commerciali con i paesi che esportano legname per evitare la commercializzazione del legname illegale in Europa) sono i due elementi chiave del piano di azione.

### Panoramica
Per contrastare il taglio illegale in tutto il mondo, l'EUTR vieta la commercializzazione nell'UE di legname tagliato illegalmente e dei prodotti da esso derivati. Le persone che svolgono professioni legate al legno o ai prodotti del legno vengono suddivise in due categorie: operatori e commercianti. Ogni categoria ha i propri obblighi a cui adempiere.
Gli operatori, definiti nel regolamento come coloro che commercializzano il legname o i prodotti del legno nell'UE per la prima volta, sono tenuti a esercitare la "dovuta diligenza" (due diligence). I commercianti, invece, definiti nell'EUTR come coloro che acquistano o vendono legname o prodotti del legno già immessi nel mercato dell'UE, devono conservare le informazioni sui fornitori ed i clienti in modo che possano essere facilmente rintracciati.

### Dovuta diligenza
Gli operatori devono esercitare la "dovuta diligenza" nell'immettere sul mercato europeo legno o prodotti del legno al fine di ridurre al minimo il rischio di trattare legno tagliato illegalmente o prodotti che contengono legno tagliato illegalmente.
In altre parole, devono applicare un sistema di gestione del rischio articolato su tre pilastri:
- Informazioni: l'operatore deve avere accesso alle informazioni relative al legname e ai prodotti del legno, al paese di raccolta (e, se applicabile, alla regione e alla concessione), alla specie, alla quantità, ai dettagli del fornitore e alle informazioni previste dalla legislazione nazionale.
- Valutazione del rischio: l'operatore deve valutare il rischio della presenza di legname illegale nella catena di approvvigionamento sulla base delle informazioni di cui sopra e prendendo in considerazione i criteri descritti nell'EUTR.
- Attenuazione del rischio: se la valutazione mostra che il rischio che vi sia legname illegale nella catena di approvvigionamento non è trascurabile, tale rischio può essere attenuato con ulteriori provvedimenti, ad esempio, richiedendo informazioni aggiuntive e verifiche da parte del fornitore.
Gli operatori possono decidere di sviluppare il proprio sistema di dovuta diligenza o usare quello sviluppato da un organismo di controllo.

### Prodotti interessati
Sia il legname e i prodotti del legno elaborati nell'UE, sia quelli importati sono soggetti a questo provvedimento legislativo. Il regolamento concerne prodotti quali prodotti di legno massiccio, legno per pavimenti, compensato, pasta di cellulosa e carta, e così via. I prodotti riciclati e la carta stampata, come libri, riviste e quotidiani non sono oggetto della misura.
Il legname già provvisto di licenza FLEGT o permesso CITES è di per sé legale (conforme ai requisiti dell'EUTR).
Un elenco completo dei prodotti interessati dalla norma è disponibile nell'Allegato all'EUTR: https://eur-lex.europa.eu/LexUriServ/LexUriServ.do?uri=CELEX:32010R0995:IT:NOT
I soggetti che acquistano o vendono legname e prodotti da esso derivati per uso personale non sono interessati dall'EUTR.

### Applicazione
Il regolamento sul legname dell'EU è vincolante in ogni Stato membro dell'UE. Il legislatore di ogni paese stabilirà sanzioni efficaci, proporzionate e dissuasive in modo da favorire il rispetto dell'EUTR. In ogni paese vi sarà un'autorità competente che coordinerà l'applicazione del regolamento. Per sapere qual è l'autorità competente nel proprio paese si consulti il seguente elenco: https://web.archive.org/web/20130124004902/http://ec.europa.eu/environment/forests/pdf/list_competent_authorities.pdf

### Legislazione secondaria
Il 23 febbraio 2012, la Commissione europea ha adottato il regolamento delegato della Commissione (UE) n. 363/2012 volto a definire le norme per il riconoscimento e la revoca del riconoscimento degli organismi di controllo.
Inoltre, il 6 luglio 2012 la Commissione europea ha adottato il regolamento di esecuzione della Commissione (UE) n. 607/2012 allo scopo di garantire un'applicazione uniforme del regolamento in tutta l'UE. Esso illustra in dettaglio la valutazione del rischio e i provvedimenti di attenuazione del rischio che fanno parte del "sistema di dovuta diligenza", nonché la frequenza e la natura dei controlli che le autorità competenti degli Stati membri dovranno effettuare sugli organismi di controllo.